# (4911) Rosenzweig
(4911) Rosenzweig (1953 UD) – planetoida z pasa głównego asteroid okrążająca Słońce w ciągu 4,28 lat w średniej odległości 2,64 j.a. Odkryta 16 października 1953 roku.